# Зоран Славнич
Зоран Славнич (26 жовтня 1949) — югославський баскетболіст.
Олімпійський чемпіон 1980 року, срібний призер 1976 року.
Чемпіон світу 1978 року, срібний призер 1974 року.
Чемпіон Європи 1973, 1975, 1977 років, бронзовий призер 1979 року.
Срібний призер Юнацького чемпіонату Європи (U-18) 1968 року.